# トゥルーファンタジー ライブオンライン
『トゥルーファンタジー ライブオンライン』（TFLO）は、マイクロソフト株式会社のXbox用MMORPGとして発売が予定されていたが、開発中止となったゲームソフトである。開発担当は株式会社レベルファイブ。

## 歴史
2002年9月、Xbox Live対応のMMORPGとして発表され、東京ゲームショウに試遊可能な状態で出展される。
2003年10月、第7回CESA GAME AWARDSで「GAME AWARDS FUTURE」を受賞。
2004年1月にはβプログラムの参加募集が開始されたが延期を繰り返し、2004年6月3日に開発中止が発表。中止の理由をマイクロソフト株式会社は「斬新なオンラインゲーム体験を皆さまにご提供できる状態への進捗がいまだ見込めないため」としている。
開発中止の発表後、ソフトバンクパブリッシング発刊『ドリマガ』第21巻のインタビューにおいて、「グラフィック部分はほぼ完成したが、ネットワーク部分の開発が難航した。」と語った。
なお、ディレクターの日野によれば、本作品の思いは『ファンタジーライフ』に引き継いでいるとのことである。また、一部キャラクターのデザインを柴田亜美に依頼していたが、当作品がお蔵入りされ、その後パプワのシュンスケに流用された物もあるとのことである。